# Bolxoi Sukhodol
Bolxoi Sukhodol (en rus: Большой Суходол) és un poble de l'óblast de Tula, a Rússia, segons el cens del 2010 tenia 131 habitants.